# Transports en commun de Lisieux
 (mai 2020).
Si vous disposez d'ouvrages ou d'articles de référence ou si vous connaissez des sites web de qualité traitant du thème abordé ici, merci de compléter l'article en donnant les références utiles à sa vérifiabilité et en les liant à la section « Notes et références ».
Astrobus est la marque commerciale déposée par la société Keolis Calvados qui gère les transports en commun des villes de Lisieux, Saint-Désir et Beuvillers. Jusqu'en 2019, ce réseau était commercialisé sous le nom "Lexobus".

## Organisation
Le réseau de transports en commun Astrobus est géré par la Communauté d'Agglomération Lisieux Normandie, qui est l'autorité organisatrice de la mobilité.
Le réseau de bus parcourt chaque année 250 000 kilomètres, pour 542 444 déplacements enregistrés.

## Réseau
Le réseau de bus géré par Astrobus compte sept lignes régulières, en service 7 jours sur 7. En septembre 2021, le réseau a été modifié à la marge, avec la suppression de la ligne 7, la modification de certains tracés et horaires.
Depuis le 2 septembre 2021, une navette express est mise en service, reliant la Gare de Lisieux et les zones d'activités à l'est de la ville, en passant par le quartier de Hauteville. Ce service propose 4 allers-retours par jour en semaine, et repose sur un minibus de 12 places.

## Exploitation

### État de parc

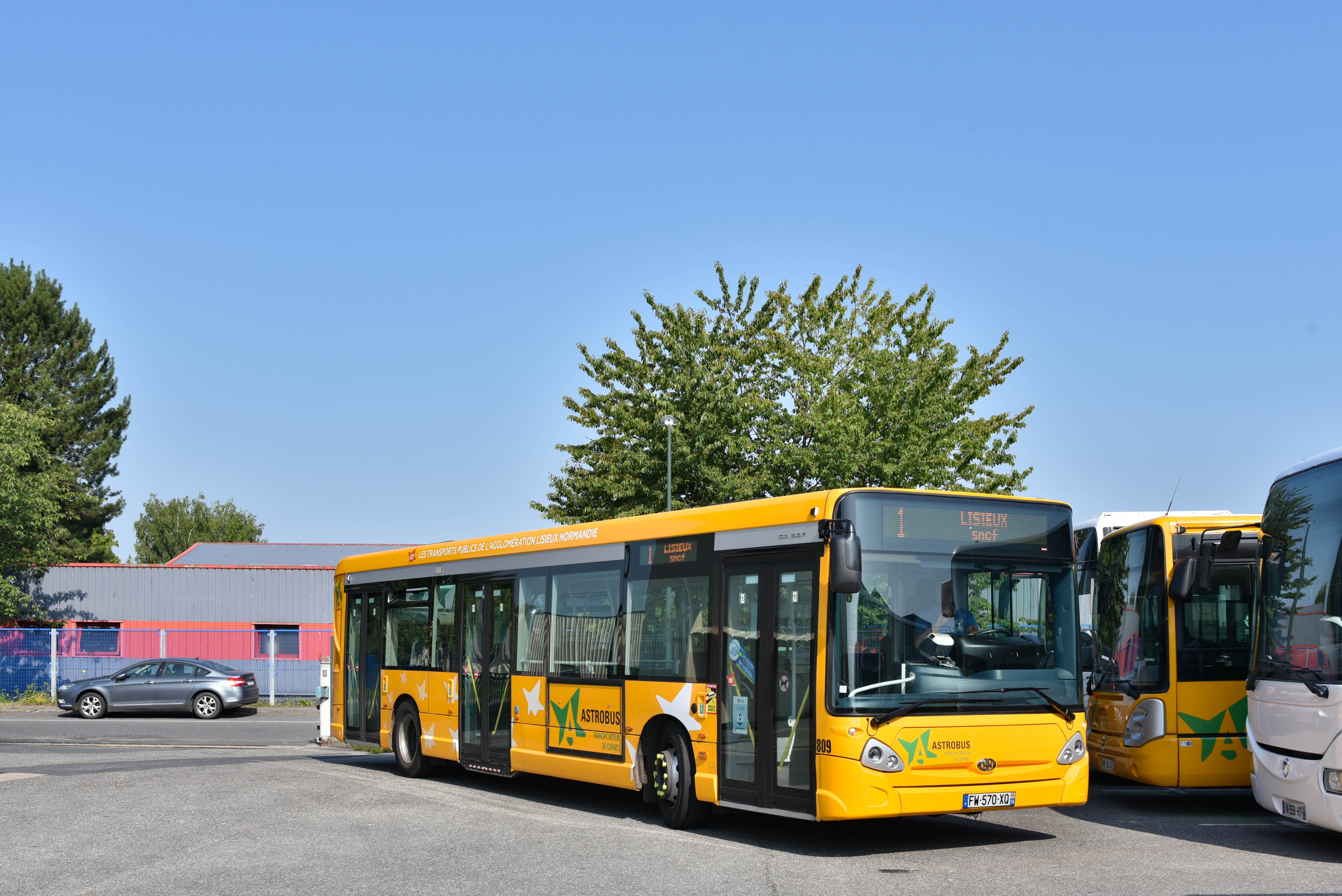
Un autobus standard du réseau Astrobus.

En 2016, la commune de Lisieux est propriétaire du parc de véhicules, mis à disposition du délégataire. 9 véhicules sont alors exploités, à raison de six standards et trois minibus,.

### Sécurité
Conformément à la législation en vigueur, l’ensemble du parc est soumis à un contrôle technique, effectué par un centre indépendant et reconnu, valable 6 mois. Au cours de cette visite, tous les éléments de sécurité ainsi que l’arrimage des sièges, le fonctionnement des portes ou encore les feux sont vérifiés.
Les portes sont dotées de bords sensibles, capables de remarquer la présence d’un corps étranger entre les battants. En cas d’anomalie, cette sécurité entraîne un phénomène de réversion, c’est-à-dire la réouverture des portes. En cas de problème empêchant l’ouverture des battants depuis le poste de conduite, deux mécanismes, l’un à l’extérieur et l’autre à l’intérieur, sont installés à proximité des portes latérales et permettent de déclencher la décompression, c’est-à-dire le fait de vider les réserves d’air comprimé, rendant ainsi les battants inertes et maniables à la main.

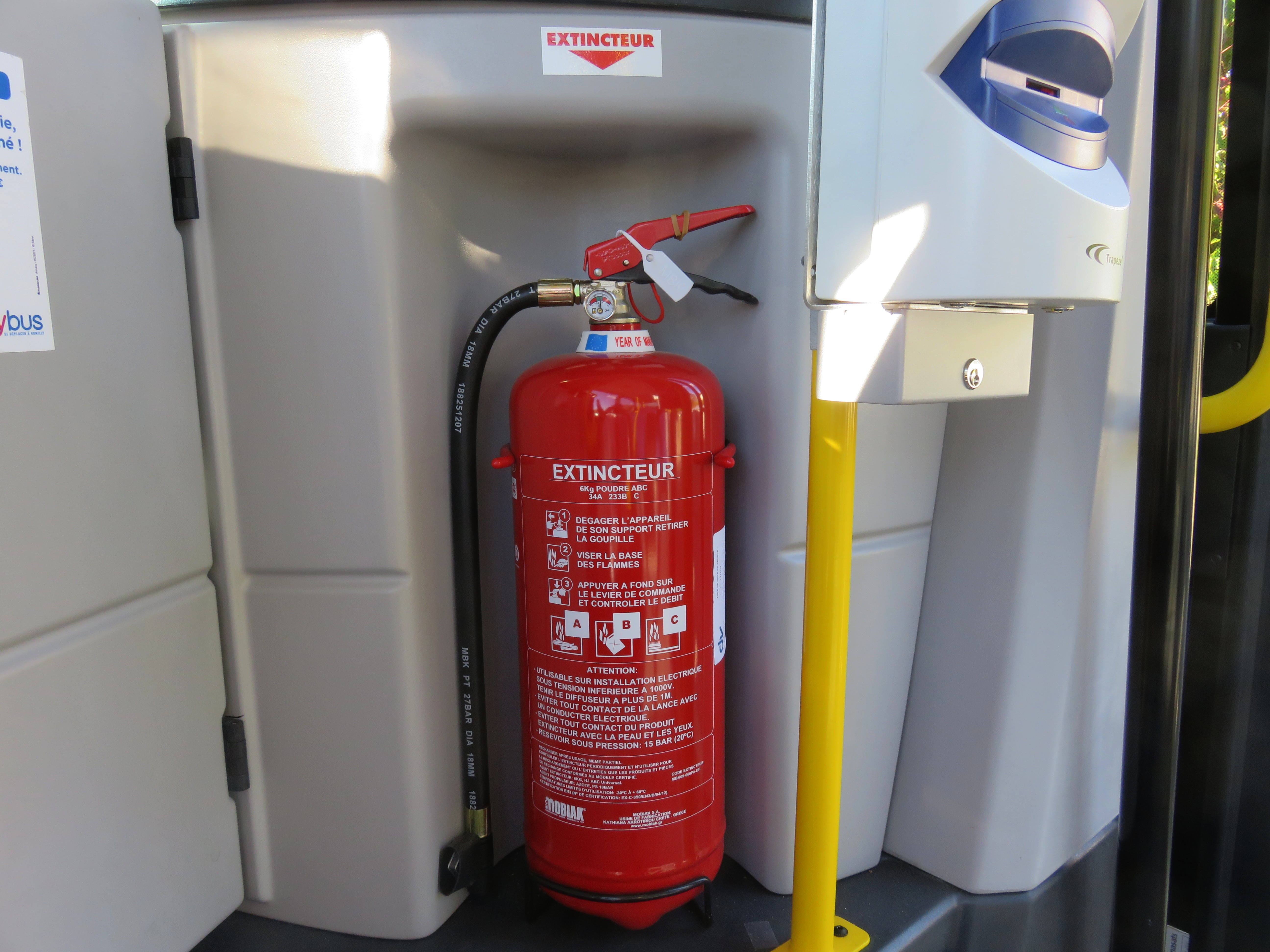
Un extincteur.

Ils sont également dotés de moyens de lutte contre l’incendie, notamment un extincteur, qui est situé contre le poste de conduite.
Enfin, tous les bus sont équipés de marteaux brise-vitre situés derrière le conducteur. Conformément à la législation en vigueur pour les minibus, une vitre latérale et la glace arrière des véhicules, signalés par la mention « Issue de secours », peuvent être brisées afin d’évacuer le bus en cas d’urgence (incendie, accident, ...).

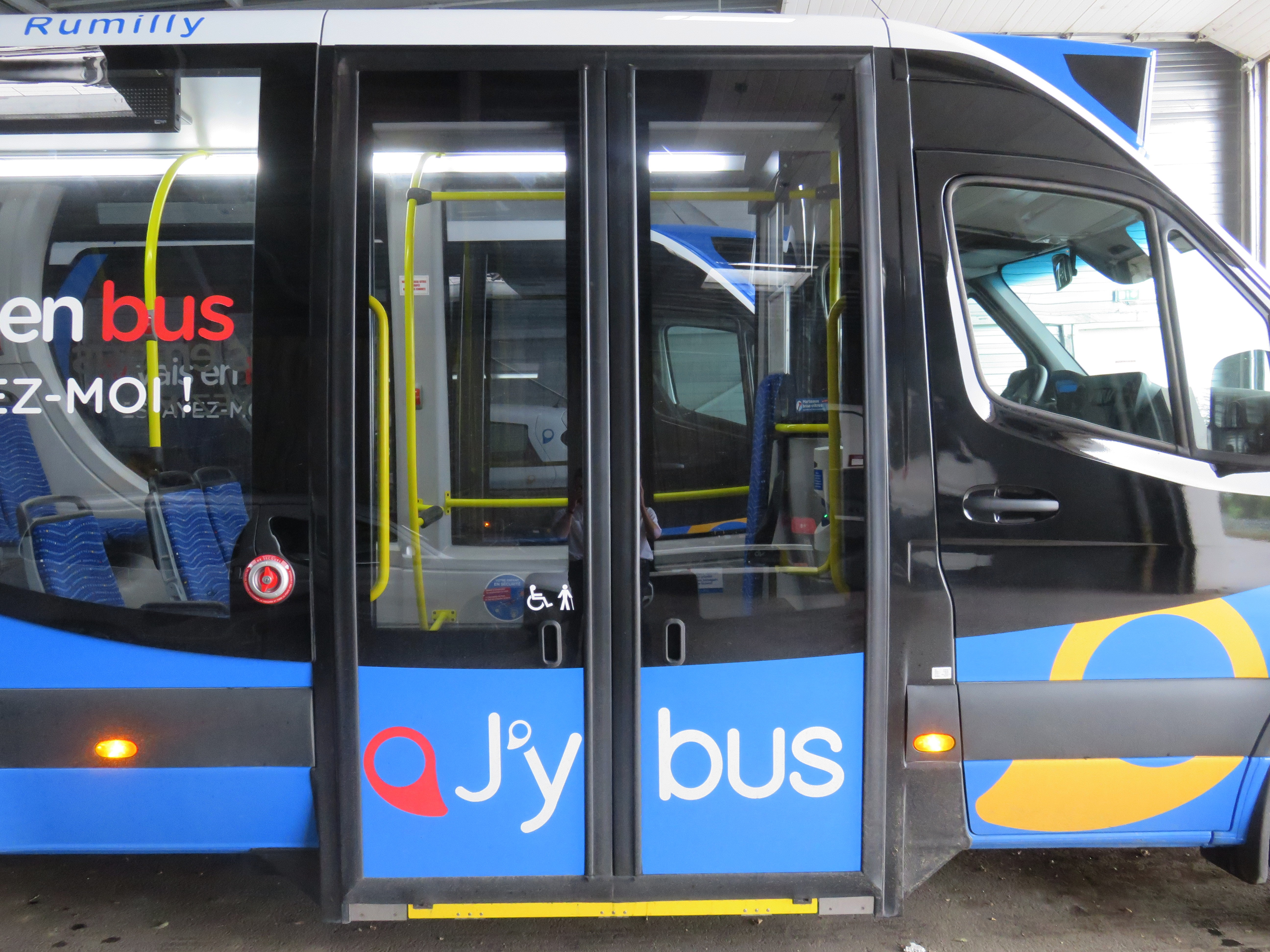
Des portes dotées de bords sensibles.
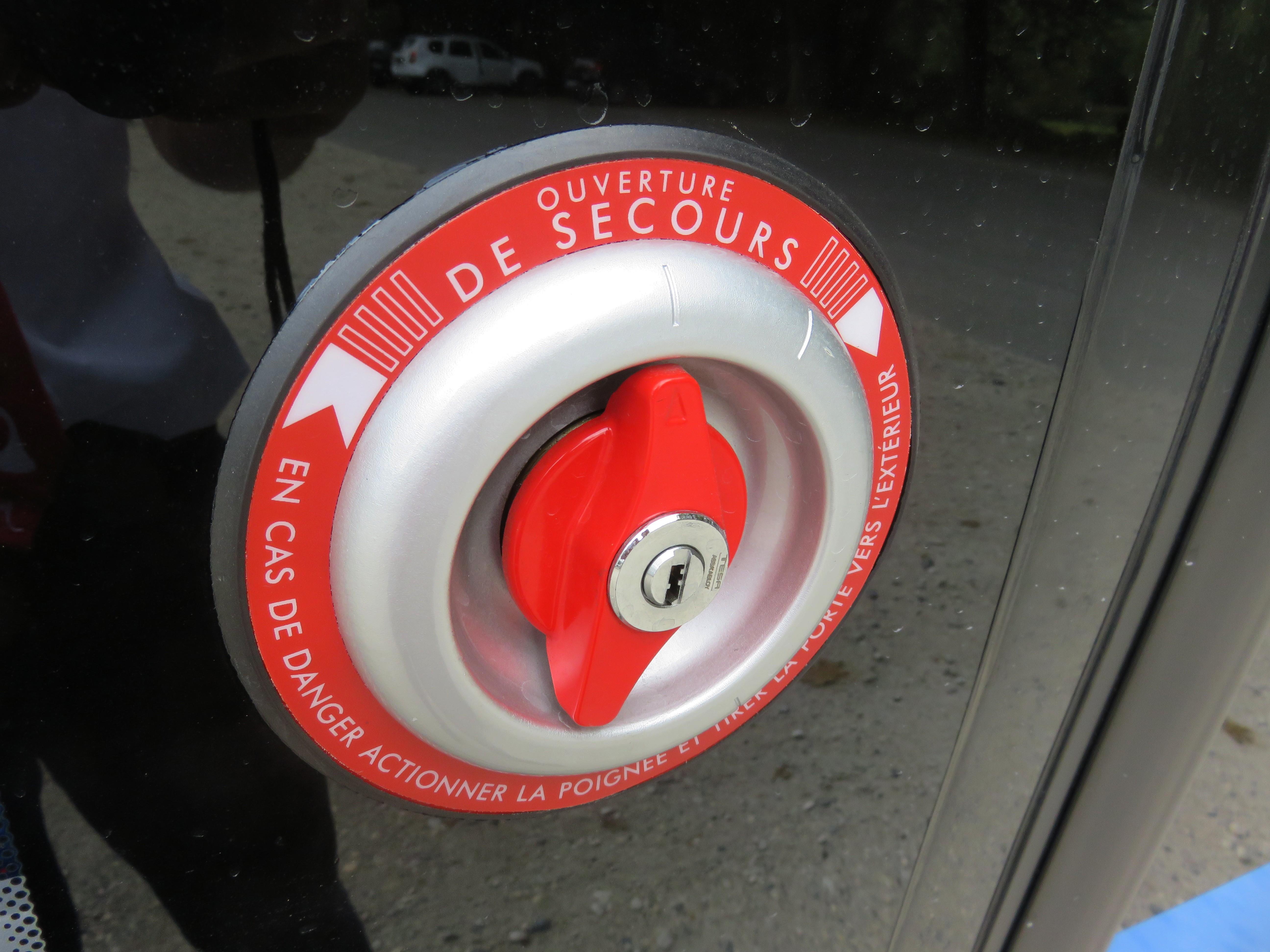
Le système d’ouverture de secours des portes (extérieur).
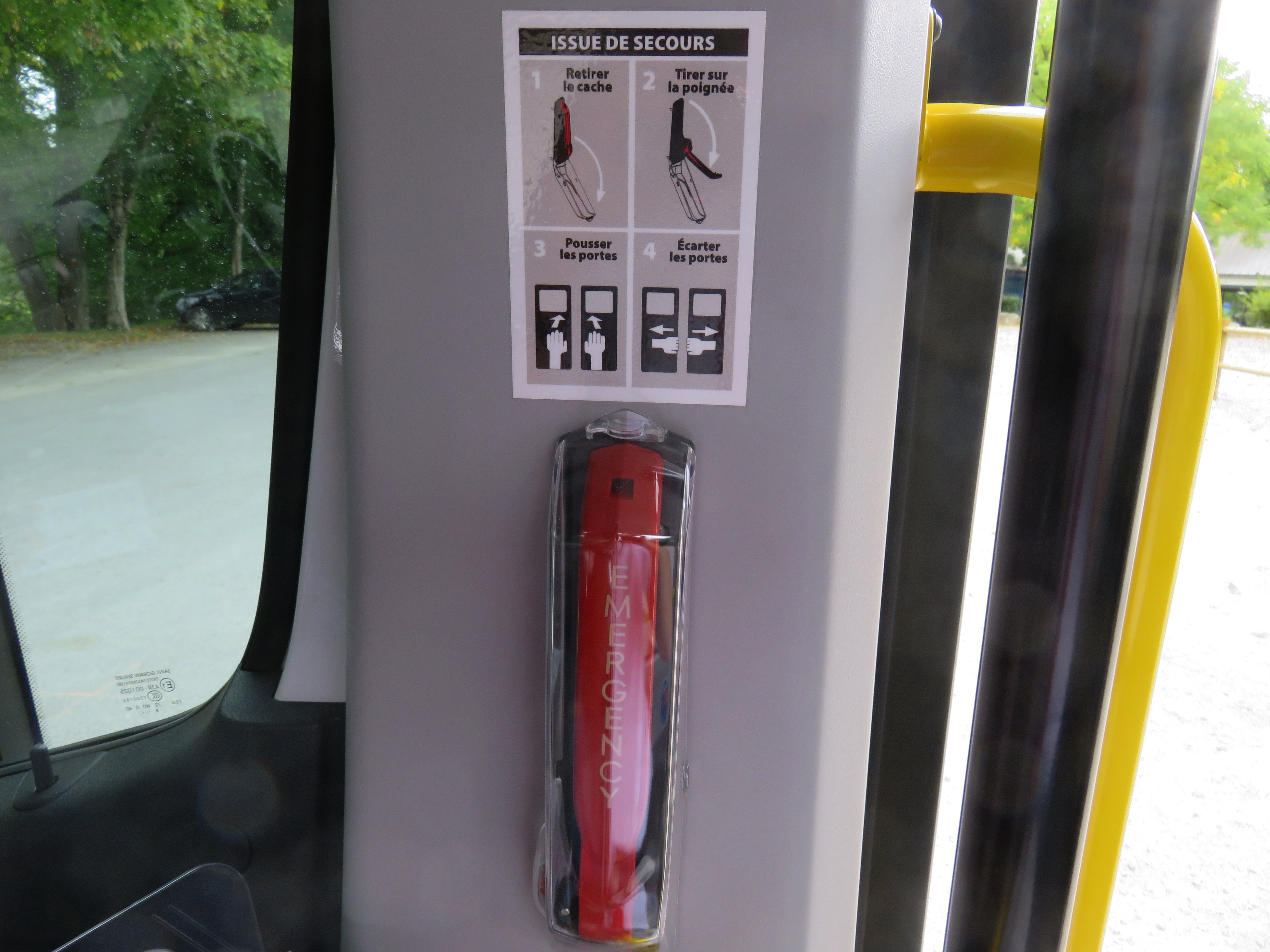
Le système d’ouverture de secours des portes (intérieur).
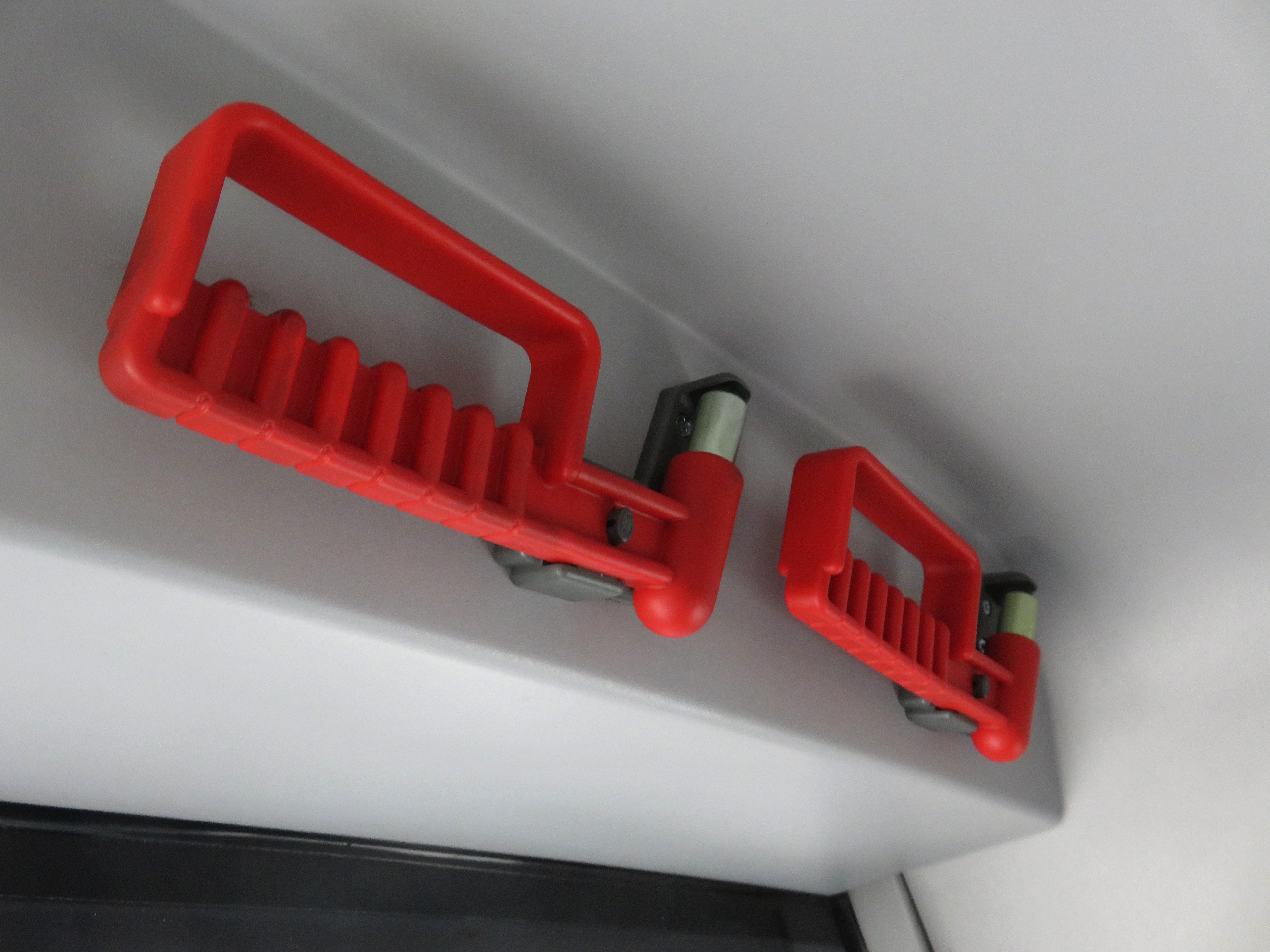
Les marteaux brise-vitre.